# جولافي فيسلان
قالب:معلومات موقع جغرافي
أخفض نقطة في بولندا تقع في قرية راشكي إلبونغ (بالبولندية: Raczki Elbląskie)، في شمال البلاد، وتُعتبر أدنى نقطة جغرافية على سطح اليابسة البولندية، بارتفاع يبلغ حوالي −1.8 متر تحت مستوى سطح البحر.

## الموقع
تقع النقطة ضمن منطقة دلتا نهر فيستولا، بالقرب من مدينة إلبونغ، وتُعد جزءًا من منطقة منخفضة تُعرف بخصوبتها الزراعية، كما أنها معرضة للفيضانات، لذا فهي محمية بسلسلة من السدود ومحطات ضخ المياه.

## الجغرافيا والمناخ
المنطقة مسطحة وغنية بالتربة، وتُستخدم بشكل رئيسي للزراعة. المناخ هناك مناخ بحري معتدل، مع فصول شتاء باردة وصيف معتدل. نظرًا لانخفاضها عن سطح البحر، تعتمد المنطقة على نظام متكامل من البنية التحتية الهيدروليكية لمنع الغمر.

## الحماية من الفيضانات
تعتمد المنطقة على:
- سدود ترابية تحيط بالأراضي الزراعية.
- محطات ضخ لسحب المياه الزائدة.
- قنوات تصريف صناعية مرتبطة بنهر فيستولا.

## الأهمية
رغم كون الموقع غير مشهور سياحيًا، إلا أنه يحظى باهتمام جغرافي وتوثيقي، حيث وضعت السلطات المحلية لوحة تعريفية تشير إلى أدنى نقطة في البلاد.